# This Is Your Life (песня)
This Is Your Life — третий сингл американской альтернативной рок-группы Switchfoot из дважды платинового альбома The Beautiful Letdown. Из трёх синглов, записанных к альбому, этот был наименее популярным (достиг только 30 места в чарте US Modern Rock) и является единственным, на который не был снят клип.

## Исполнение
На концертах группы песня играется намного медленнее своего альбомного аналога. В её исполнение добавляются психоделические аранжировки в противовес студийной электронной версии.

## Песня в поп-культуре
Использовалась в сериалах:
- «4400» — во 2 сезоне, в финале серии.
- «Тайны Смолвилля» — в 4 сезоне, в одном из эпизодов в финале.
- «Зачарованные» — в 7 сезоне, эпизод «Чармагеддон»

## Позиции в чартах
| Chart                                         | Position |
| --------------------------------------------- | -------- |
| US Modern Rock Tracks                         | #30      |
| US Top 40                                     | #31      |
| US Hot Adult Contemporary/Adult Top 40        | #36      |
| US Billboard Hot Christian Adult Contemporary | #9       |
| US Billboard Hot Christian Songs              | #9       |